# Athanasios Konstantinidis
Athanasios Konstantinidis (en griego: Αθανάσιος Κωνσταντινίδης; 29 de abril de 1970) es un deportista griego que compitió en atletismo adaptado. Ganó cinco medallas en los Juegos Paralímpicos de Verano en los años 2016 y 2024.

## Palmarés internacional
| Juegos Paralímpicos | Juegos Paralímpicos     | Juegos Paralímpicos | Juegos Paralímpicos |
| Año                 | Lugar                   | Medalla             | Prueba              |
| ------------------- | ----------------------- | ------------------- | ------------------- |
| 2016                | Río de Janeiro (Brasil) | Medalla de oro      | Peso F32            |
| 2016                | Río de Janeiro (Brasil) | Medalla de plata    | Maza F32            |
| 2020                | Tokio (Japón)           | Medalla de plata    | Maza F32            |
| 2024                | París (Francia)         | Medalla de oro      | Peso F32            |
| 2024                | París (Francia)         | Medalla de plata    | Maza F32            |